# Dynamite Dan (videogioco)
Dynamite Dan è un videogioco pubblicato nel 1985 per Amstrad CPC, Commodore 64, MSX e ZX Spectrum. Si tratta di un videogioco a piattaforme con un unico grande ambiente bidimensionale da esplorare, spesso paragonato a Jet Set Willy dell'anno precedente.
Il seguito Dynamite Dan II uscì nel 1986 solo per Amstrad e Spectrum.

## Trama
Dynamite Dan è un agente speciale che deve infiltrarsi nell'enorme palazzo del folle dottor Blitzen per rubare i piani di un'arma segreta. Atterrato sul tetto dell'edificio con un dirigibile, Dan deve trovare la stanza blindata, far saltare la porta con la dinamite, impadronirsi dei piani segreti e tornare al dirigibile.

## Modalità di gioco
Il giocatore controlla Dan, che deve aggirarsi per il palazzo composto da numerose stanze a schermata fissa, a partire dal tetto. Per far saltare la porta blindata deve trovare otto candelotti di dinamite, nascosti in punti variabili da partita a partita.
Si hanno a disposizione ben 10 vite, ma i pericoli presenti in tutte le stanze sono numerosi e letali al minimo contatto. Dan, disarmato, deve evitare creature e oggetti animati di ogni tipo che si muovono secondo schemi regolari, ed evitare anche le cadute da altezze eccessive. C'è inoltre una barra di energia che diminuisce con la semplice fatica del movimento, e va ricaricata raccogliendo il cibo sparso per il palazzo.
Le stanze del palazzo, tutte diverse e composte da piattaforme, scalinate e ostacoli, formano una griglia su più piani e per passare dall'una all'altra basta raggiungere il bordo dello schermo. L'edificio è ciclico orizzontalmente (attraversandolo tutto da un lato ci si ritrova al lato opposto) e dotato di un ascensore centrale che attraversa tutti i piani. In fondo al piano più basso c'è un fiume sotterraneo, attraversato periodicamente da una zattera che si può prendere al volo per spostarsi lungo tutto il piano. Tra gli altri elementi che si possono incontrare ci sono trampolini che permettono di saltare sempre più in alto, teletrasporti e power-up che danno invincibilità temporanea.